# Laus Air
Die Laus Air war eine kroatische Fluggesellschaft, die ihren Betrieb im Jahr 2004 eingestellt hat.

## Geschichte
Das Unternehmen wurde ursprünglich am 8. März 1993 unter dem Namen Laus Air - Tourism & Air Transport Services Ltd. (Laus Air - Zracni Prijevoz d.o.o.) als Flugvermittler in Zagreb gegründet. Im Juni 1996 erhielt die Gesellschaft ein Air Operator Certificate für Fracht- und Passagierflüge sowie Streckenrechte zwischen Zagreb (Kroatien) und Ljubljana (Slowenien).
Das Unternehmen nahm den operativen Betrieb aber zunächst nicht mit eigenen Flugzeugen auf, sondern beauftragte die ungarische Farnair Europe mit der Durchführung ihrer Flüge. Im November 2000 mietete Laus Air eine Let L-410UVP-E von Farnair Europe, die eine wahlweise Beförderung von Fracht oder von bis zu 17 Passagieren ermöglichte. Das Flugzeug wurde hauptsächlich im Wetlease für United Parcel Service auf Frachtflügen betrieben. Daneben erfolgten gelegentliche Passagiercharterflüge innerhalb Kroatiens sowie in die Nachbarländer. Im Jahr 2004 stellte Laus Air den Flugbetrieb ein.